# Australiska cupen
Australiska cupen (engelska: Australia Cup), tidigare FFA-cupen (engelska: FFA Cup, förkortning för Football Federation Australia Cup), är en fotbollsturnering arrangerad av australiensiska fotbollsförbundet, Football Federation Australia. Mellan 2014 och 2019 deltog alla lag från A-League. 2020 ställdes cupen in på grund av coronavirusutbrottet. A-league utökades till 11 lag säsongen 2019/2020 och utökades till 12 lag till säsongen 2020/2021, vilket gör att de översta åtta lagen är garanterade en plats i cupen, övriga fyra lag får spela playoff om de två sista platserna.
Då det australiska fotbollsseriesystemet inte har någon upp- och nedflyttning mellan den högsta ligan och näst högsta ligan, innebär det att cupen är det enda sättet för lag från A-League och lag från lägre nivåer att mötas i tävlingssammanhang. 
Adelaide United har vunnit cupen tre gånger, Melbourne Victory, Melbourne City och Sydney FC har vunnit cupen en gång vardera.

## Format
Turneringen är en direkt utslagsturnering bestående av 32 lag, lag från lägre divisioner spelar på hemmaplan, om lag från samma nivå lottas mot varandra, får laget som lottades först hemmaplan. Omspel används inte i Australiska cupen, skulle en match sluta oavgjort efter 90 minuter spelas en förlängning, är matchen inte avgjord efter den, avgörs matchen via straffsparksläggning. De nyzeeländska klubbarna Wellington Phoenix och Auckland har en speciell begränsning, man måste spela alla matcher på bortaplan (i Australien), även om man lottas som hemmalag, såvida man inte lottas emot varandra, då blir det först lottade laget hemmalag.
Det har tidigare funnits planer på att vinnaren av Australiska cupen ska kvalificera sig för AFC Champions League.

## Finaler
| Säsong | Mästare                                   | Resultat                                  | Finalist                                  | Arena                                     | Publik                                    |
| ------ | ----------------------------------------- | ----------------------------------------- | ----------------------------------------- | ----------------------------------------- | ----------------------------------------- |
| 2014   | Adelaide United                           | 1–0                                       | Perth Glory                               | Coopers Stadium                           | 16 142                                    |
| 2015   | Melbourne Victory                         | 2–0                                       | Perth Glory                               | AAMI Park                                 | 15 098                                    |
| 2016   | Melbourne City                            | 1–0                                       | Sydney FC                                 | AAMI Park                                 | 18 751                                    |
| 2017   | Sydney FC                                 | 00002–1 (e.f.)                            | Adelaide United                           | Allianz Stadium                           | 13 452                                    |
| 2018   | Adelaide United                           | 2–1                                       | Sydney FC                                 | Coopers Stadium                           | 14 448                                    |
| 2019   | Adelaide United                           | 4–0                                       | Melbourne City                            | Coopers Stadium                           | 14 920                                    |
| 2020   | Inställd på grund av coronavirusutbrottet | Inställd på grund av coronavirusutbrottet | Inställd på grund av coronavirusutbrottet | Inställd på grund av coronavirusutbrottet | Inställd på grund av coronavirusutbrottet |
| 2021   | Melbourne Victory                         | 2–1                                       | Central Coast Mariners                    | AAMI Park                                 | 15 343                                    |
| 2022   | Macarthur                                 | 2–0                                       | Sydney United 58                          | Western Sydney Stadium                    | 16 461                                    |
| 2023   | Sydney FC                                 | 3–1                                       | Brisbane Roar                             | Allianz Stadium                           | 15 482                                    |
| 2024   | Macarthur                                 | 1–0                                       | Melbourne Victory                         | AAMI Park                                 | 13 289                                    |
| 2025   |                                           | –                                         |                                           |                                           |                                           |